# Дюпор, Жан-Пьер
Жан-Пьер Дюпор (фр. Jean-Pierre Duport; 27 ноября 1741, Париж — 31 декабря 1818, Берлин) — французский виолончелист и композитор, старший брат Жана-Луи Дюпора.

## Биография
Жан-Пьер Дюпор родился в 1741 году в Париже. Его отец был учителем танцев и виолончелистом-любителем. О детстве Жан-Пьера известно лишь, что он учился у Мартена Берто. В 1761 году состоялся его дебют в парижских Духовных концертах. Молодой музыкант быстро приобрёл популярность и славу виртуоза; к двадцати трём годам он уже считался одним из лучших виолончелистов Европы.
В 1763 году Дюпор стал придворным музыкантом принца Конти и оставался у него на службе до 1769 года. В 1769 году он уехал из Парижа и отправился вначале в Англию, а затем в Италию. В 1773 году Дюпор вернулся в Париж, но пробыл там лишь год, после чего получил приглашение от Фридриха II в Берлин, где стал солистом придворной капеллы. Он также обучал игре на виолончели принца Фридриха Вильгельма II, а в 1787 году стал обер-интендантом придворной музыки. Известно, что в 1797 году Бетховен, находясь в Берлине, написал для Дюпора и исполнял вместе с ним две сонаты для виолончели и фортепиано. Высоко ценил игру Дюпора и Моцарт.
Дюпор сохранял свою должность вплоть до 1806 года, когда прусский двор покинул Берлин, а капелла была распущена. В 1811 году ему была назначена пенсия, после чего он поселился в Потсдаме. Жан-Пьер Дюпор умер 31 декабря 1818 года.
Дюпор был не только виолончелистом, но и композитором. В числе его произведений — виолончельные концерты, сонаты, арии с вариациями и пр. Ему также принадлежит один из первых двойных концертов для скрипки и виолончели.